# Хилишеу-Клошка (Ботошани)
Хилишеу-Клошка (рум. Hilișeu-Cloșca) насеље је у Румунији у округу Ботошани у општини Хилишеу-Хорија. Oпштина се налази на надморској висини од 165 m.

## Становништво
Према подацима из 2002. године у насељу је живело 690 становника, од којих су сви румунске националности.